# Liste des dirigeants des confessions chrétiennes
 (novembre 2018 : les informations de cet article ne sont étayées par aucune source de qualité permettant de vérifier qu'il est à jour.).
Cette liste (non-exhaustive) des dirigeants des confessions chrétiennes, prend en compte les Églises regroupant le plus grand nombre de fidèles (notamment catholiques, orthodoxes et protestants) et leurs dirigeants (lorsqu'ils sont connus par des sources fiables) avec la date de leur nomination dans le poste occupé.

## Catholiques
Au sein de l'Église catholique (qu'elle soit de rite romain ou d'un autre rite), il n'y a qu'une seule instance dirigeante : la papauté. Toutefois, les différentes Églises catholiques orientales de rites autres que le romain, ont chacune une instance dirigeante subordonnée à la papauté.
Il existe néanmoins des Églises catholiques indépendantes qui ne se soumettent pas à la juridiction de la papauté.

### Saint-Siège
| Église                    | Statut | Nom      | Depuis (le) |
| ------------------------- | ------ | -------- | ----------- |
| Église catholique romaine | Pape   | Léon XIV | 8 mai 2025  |

### Catholiques orientauxsous l'autorité duSaint Siège
|    | Nom                                       | Rite                     | Tradition     | Groupe                            |
| -- | ----------------------------------------- | ------------------------ | ------------- | --------------------------------- |
| 1  | Église maronite                           | Rite maronite            | Antiochienne  | Églises patriarcales              |
| 2  | Église catholique copte                   | Rite copte               | Alexandrine   | Églises patriarcales              |
| 3  | Église catholique arménienne              | Rite arménien            | Rite arménien | Églises patriarcales              |
| 4  | Église catholique syriaque                | Rite syriaque occidental | Antiochienne  | Églises patriarcales              |
| 5  | Église grecque-catholique melkite         | Rite byzantin            | Rite byzantin | Églises patriarcales              |
| 6  | Église catholique chaldéenne              | Rite syriaque oriental   | Chaldéenne    | Églises patriarcales              |
| 7  | Église grecque-catholique ukrainienne     | Rite byzantin            | Rite byzantin | Églises archiépiscopales majeures |
| 8  | Église catholique syro-malabare           | Rite syriaque oriental   | Chaldéenne    | Églises archiépiscopales majeures |
| 9  | Église catholique syro-malankare          | Rite syriaque occidental | Antiochienne  | Églises archiépiscopales majeures |
| 10 | Église grecque-catholique roumaine        | Rite byzantin            | Rite byzantin | Églises archiépiscopales majeures |
| 11 | Église grecque-catholique ruthène         | Rite byzantin            | Rite byzantin | Églises métropolitaines           |
| 12 | Église catholique éthiopienne             | Rite guèze               | Alexandrine   | Églises métropolitaines           |
| 13 | Église catholique érythréenne             | Rite guèze               | Alexandrine   | Églises métropolitaines           |
| 14 | Église grecque-catholique slovaque        | Rite byzantin            | Rite byzantin | Églises métropolitaines           |
| 15 | Église grecque-catholique hongroise       | Rite byzantin            | Rite byzantin | Églises métropolitaines           |
| 16 | Église grecque-catholique bulgare         | Rite byzantin            | Rite byzantin | Églises épiscopales               |
| 17 | Église grecque-catholique croate          | Rite byzantin            | Rite byzantin | Églises épiscopales               |
| 18 | Église grecque-catholique macédonienne    | Rite byzantin            | Rite byzantin | Églises épiscopales               |
| 19 | Église grecque-catholique russe           | Rite byzantin            | Rite byzantin | Églises épiscopales               |
| 20 | Église grecque-catholique biélorusse      | Rite byzantin            | Rite byzantin | Églises épiscopales               |
| 21 | Église grecque-catholique albanaise       | Rite byzantin            | Rite byzantin | Églises épiscopales               |
| 22 | Église grecque-catholique italo-albanaise | Rite byzantin            | Rite byzantin | Églises épiscopales               |
| 23 | Église grecque-catholique hellène         | Rite byzantin            | Rite byzantin | Églises épiscopales               |

## Vieux-catholiques principaux
| Église                                                | Statut            | Nom                                     | Depuis (le)       |
| ----------------------------------------------------- | ----------------- | --------------------------------------- | ----------------- |
| Église vieille-catholique                             | Évêque d’Utrecht  | Joris Vercammen                         | 11 mars 2000      |
| Église hussite tchécoslovaque                         | Patriarche        | Tomás Butta                             | 28 septembre 2006 |
| Église mariavite                                      | Chef              | Beatrycze Szulgowicz                    | 2005              |
| Église vieille-catholique des Mariavites              | Évêque-primat     | Maria Ludwik Jablonski                  | 2007              |
| Église catholique nationale polonaise d’Amérique      | Premier évêque    | Robert M. Nemkovich                     | 1997              |
| Église vieille-catholique romaine du Cameroun         | Archevêque-primat | Jean Patrice de la Divine Grace Ebomena | 7 avril 2011      |
| Église vieille-catholique romaine nord-américaine     | Archevêque        | Theodore Joseph Rematt                  | 1988              |
| Église vieille-catholique d’Amérique                  | Archevêque        | Sherman Randall Pius Mosley             | Juin 2009         |
| Église vieille-catholique romaine en Amérique du Nord | Archevêque        | Francis Peter Facione                   | 12 avril 1975     |

## Églises catholiques indépendantes
Pour un article plus général, voir Églises catholiques indépendantes.
| Église                                     | Statut            | Nom                                     | Depuis (le)     |
| ------------------------------------------ | ----------------- | --------------------------------------- | --------------- |
| Fraternité sacerdotale Saint-Pie-X (FSSPX) | Supérieur général | Abbé Davide Pagliarani                  | 11 juillet 2018 |
| Union sacerdotale Marcel-Lefebvre (USML)   | Supérieur         | Richard Williamson                      | 2014            |
| Église chrétienne palmarienne              | Pape              | Pierre III                              | 23 avril 2016   |
| Église indépendante des Philippines        | Obispo Maximo     | Godofredo J. David                      | Mai 2005        |
| Église catholique apostolique du Brésil    | Patriarche        | Josivaldo Pereira de Oliveira (intérim) | Octobre 2009    |

## Orthodoxes
Lorsque par la séparation des Églises d'Orient et d'Occident, la Pentarchie s'est transformée en Tétrarchie (patriarcats de Constantinople, Antioche, Jérusalem et Alexandrie), les Églises des sept conciles dites « de la communion orthodoxe » ont gardé cette structure « fédérale » regroupant des Églises autocéphales qui se reconnaissent entre elles, dont le nombre a augmenté au fil de l'histoire : elles sont aujourd'hui au nombre de 14, mais il existe des autocéphalies auto-proclamées qui ne sont pas reconnues par toutes les autres Églises, et parfois par aucune.

### Orthodoxes principaux
| Église                                       | Statut                                                                                | Nom             | Depuis (le)      |
| -------------------------------------------- | ------------------------------------------------------------------------------------- | --------------- | ---------------- |
| Patriarcat œcuménique de Constantinople      | Patriarche œcuménique                                                                 | Bartholomée Ier | 22 octobre 1991  |
| Patriarcat orthodoxe d'Alexandrie            | Patriarche                                                                            | Théodore II     | 9 octobre 2004   |
| Patriarcat orthodoxe d'Antioche              | Patriarche                                                                            | Jean X          | 17 décembre 2012 |
| Patriarcat orthodoxe de Jérusalem            | Patriarche                                                                            | Théophile III   | 22 août 2005     |
| Catholicosat-Patriarcat de toute la Géorgie  | Catholicos-Patriarche de Toute la Géorgie                                             | Ilia II         | 23 décembre 1977 |
| Église de Chypre                             | Archevêque de la Nouvelle Justiniane et de tout Chypre                                | Chrysostome II  | 5 novembre 2006  |
| Église orthodoxe serbe                       | Patriarche                                                                            | Irénée          | 22 janvier 2010  |
| Église orthodoxe russe                       | Patriarche                                                                            | Cyrille Ier     | 27 janvier 2009  |
| Église de Grèce                              | Archevêque d’Athènes et de Toute la Grèce                                             | Hiéronymos II   | 7 février 2008   |
| Église orthodoxe roumaine                    | Patriarche                                                                            | Daniel          | 31 juillet 2007  |
| Patriarcat de Bulgarie                       | Patriarche de Toute la Bulgarie                                                       | Néophyte        | 24 février 2013  |
| Église orthodoxe d'Albanie                   | Archevêque de Tirana, de Durrës et de Toute l’Albanie                                 | Anastase        | 24 juin 1992     |
| Église orthodoxe de Pologne                  | Archevêque de Varsovie et de Toute la Pologne                                         | Sabas           | 12 mai 1998      |
| Église orthodoxe de Tchéquie et de Slovaquie | Métropolite des Pays tchèques et de la Slovaquie                                      | Rastislav       | 9 décembre 2013  |
| Église orthodoxe en Amérique                 | Archevêque de Washington et de New York, Métropolite de toute l'Amérique et du Canada | Tikhon          | 13 novembre 2012 |
| Église orthodoxe d'Ukraine                   | Métropolite de Kiev                                                                   | Épiphane        | 15 décembre 2018 |

#### Églises orthodoxes autonomes majoritaires
Les quatorze Églises orthodoxes autocéphales admettent et reconnaissent des « Églises rattachées », qui disposent d'une autonomie locale mais participent aux synodes de leur Église autocéphale de rattachement. Parmi elles :
- l'Archevêché du Sinaï (Patriarcat de Jérusalem)
- l'Église de Crète (Patriarcat œcuménique de Constantinople)
- l'Église orthodoxe autonome d'Okhrid (République de Macédoine, Patriarcat de Serbie)
- l'Église orthodoxe de Finlande (Patriarcat œcuménique de Constantinople)
- l'Église orthodoxe d'Estonie (Patriarcat œcuménique) de Constantinople
- l'Église orthodoxe d'Estonie (Patriarcat de Moscou)
- l'Église orthodoxe de Lettonie (Patriarcat de Moscou)
- l'Église orthodoxe de Biélorussie (Patriarcat de Moscou)
- l'Église orthodoxe d'Ukraine (Patriarcat de Moscou)
- l'Église orthodoxe ukrainienne des USA (Patriarcat œcuménique de Constantinople)
- l'Église orthodoxe ukrainienne du Canada (Patriarcat œcuménique)
- l'Église orthodoxe carpato-ruthène américaine (Patriarcat œcuménique de Constantinople)
- l'Église orthodoxe de Moldavie (Patriarcat de Bucarest)
- l'Église orthodoxe de Moldavie (Patriarcat de Moscou)
- l'Église orthodoxe russe hors frontières (Patriarcat de Moscou)
- l'Église orthodoxe du Japon (Patriarcat de Moscou)
- l'Église orthodoxe de Corée (Patriarcat œcuménique de Constantinople)
- l'Église orthodoxe de Chine (Patriarcat de Moscou)
- l'Église orthodoxe indonésienne (Patriarcat de Moscou).

| Église                                                | Statut                                           | Nom           | Depuis (le)      |
| ----------------------------------------------------- | ------------------------------------------------ | ------------- | ---------------- |
| Église orthodoxe du Sinaï                             | Archevêque du Sinaï                              | Damien        | 10 décembre 1973 |
| Église orthodoxe finnoise                             | Archevêque de la Carélie et de Toute la Finlande | Léon          | 25 octobre 2001  |
| Église orthodoxe estonienne - Patriarcat œcuménique   | Métropolite de Tallinn et de Toute l’Estonie     | Stéphane      | 16 mars 1999     |
| Église orthodoxe ukrainienne - Patriarcat de Moscou   | Métropolite de Kiev et de Toute l’Ukraine        | Onuphre       | 13 août 2014     |
| Église orthodoxe de Moldavie (patriarcat de Roumanie) | Métropolite                                      | Pierre (en)   | Décembre 1992    |
| l'Église orthodoxe de Moldavie (Patriarcat de Moscou) | Métropolite                                      | Vladimir (en) | Décembre 1989    |
| Église orthodoxe autonome d'Ohrid                     | Archevêque d’Ohrid et métropolite de Skopje      | Jovan VI (en) | 24 mai 2005      |
| Église orthodoxe japonaise                            | Métropolite de Tout le Japon                     | Daniel (en)   | 6 mai 2000       |

### Églises orthodoxes vieilles-ritualistes
Les Orthodoxes vieux-croyants ont refusé les réformes du patriarche Nikon en 1666-1667. Ils ne sont donc plus reconnus par les 14 églises de la « communion orthodoxe ».
- Église vieille-orthodoxe russe
- Église orthodoxe vieille-ritualiste russe
- Église orthodoxe vieille-ritualiste lipovène
- Église vieille-orthodoxe géorgienne
- Église vieille-orthodoxe pomore : liste des dirigeants de l'Église vieille-orthodoxe pomore
  - Église vieille-orthodoxe pomore en Russie : Oleg Ivanovitch Rozanov (depuis 1989)
  - Église vieille-orthodoxe pomore en Lettonie : Alexy Karatayev
  - Église vieille-orthodoxe pomore en Estonie : Pavel Grigoryevitch Varounine (depuis 1998)
  - Église vieille-orthodoxe pomore en Lituanie : Nikolaï Pilnikov (depuis 1995)
  - Église vieille-orthodoxe pomore en Biélorussie : Piotr Alexandrovitch Orlov (depuis 2001)
  - Église vieille-orthodoxe pomore en Pologne ; Mieczyslaw Kaplanov (depuis juillet 2006)
- Église vieille-orthodoxe russe
- Église vieille-orthodoxe doukhobore
- Église vieille-orthodoxe moloque
- Église vieille-orthodoxe khlyste
- Église vieille-orthodoxe sabbatique
- Église vieille-orthodoxe scopte

| Église                                       | Statut                                                                | Nom       | Depuis (le)     |
| -------------------------------------------- | --------------------------------------------------------------------- | --------- | --------------- |
| Église vieille-orthodoxe russe               | Patriarche de Moscou et de toute la Russie                            | Alexandre | 9 mai 2000      |
| Église orthodoxe vieille-ritualiste russe    | Métropolite de Moscou et de toute la Russie                           | Corneille | 18 octobre 2005 |
| Église orthodoxe vieille-ritualiste lipovène | Métropolite de Fântâna-Alba et de tous les chrétiens vieux-orthodoxes | Léonce    | 24 octobre 1996 |

### Autres Églises orthodoxes indépendantes
Sans être vieilles-ritualistes, d'autres Églises orthodoxes sont sorties de la communion avec les Églises orthodoxes majoritaires en proclamant elles-mêmes leur autocéphalie sans l'accord de ces 14 Églises majoritaires. Ces Églises orthodoxes indépendantes sont considérées par les Églises majoritaires « dissidentes », « non-canoniques » ou « schismatiques ».
- l'Église orthodoxe autocéphale biélorusse
- l'Église orthodoxe d'Ukraine (Patriarcat de Kiev)
- l'Église orthodoxe autocéphale ukrainienne
- l'Église orthodoxe autocéphale ukrainienne canonique
- l'Église orthodoxe réformatrice ukrainienne
- Église orthodoxe bulgare alternative
- l'Église orthodoxe macédonienne
- l'Église orthodoxe monténégrine
- l'Église orthodoxe russe hors frontières - Autorité suprême provisoire de l'Église
- l'Église orthodoxe abkhaze
- l'Église orthodoxe turque

Vieux-calendaristes et vrais-chrétiens-orthodoxes (en) :
- les Églises orthodoxes vieilles-calendaristes des Balkans :
  - l'Église orthodoxe vieille-calendariste de Roumanie
  - l'Église orthodoxe vieille-calendariste de Bulgarie
  - les Églises orthodoxes vieilles-calendaristes de Grèce :
    - l'Église des vrais chrétiens orthodoxes de Grèce - Synode Chrysostomite
    - l'Église des vrais chrétiens orthodoxes de Grèce - Synode Auxentiite
    - l'Église des vrais chrétiens orthodoxes de Grèce - Synode Lamian
    - l'Église orthodoxe de Grèce - Saint-Synode en résistance
    - la Vraie Église orthodoxe de Grèce - Synode matthéiste
    - la Vraie Église orthodoxe de Grèce - Synode grégorien
- l'Église orthodoxe d'Europe occidentale et des Amériques
- les Églises orthodoxes indépendantes russes :
  - l'Église orthodoxe russe autonome
  - l'Église orthodoxe russe en exil
  - la Vraie Église orthodoxe russe - Synode Lazarite
  - la Vraie Église orthodoxe russe - Synode Raphaëlite
  - la Vraie Église orthodoxe russe - Métropolie de Moscou
  - l'Église orthodoxe russe séraphimo-guennadite
  - la Sainte Église orthodoxe en Amérique du Nord

Églises orthodoxes indépendantes françaises :
- l'Église orthodoxe de France

| Église                                             | Statut             | Nom               | Depuis (le)     |
| -------------------------------------------------- | ------------------ | ----------------- | --------------- |
| Église orthodoxe macédonienne                      | Archevêque d’Ohrid | Stéphane (en)     | 10 octobre 1999 |
| Église orthodoxe autocéphale ukrainienne           | Patriarche         | (vacant)          | 24 février 2015 |
| Église orthodoxe ukrainienne - Patriarcat de Kiev  | Patriarche         | Philarète         | 22 octobre 1995 |
| Église orthodoxe autocéphale ukrainienne canonique | Patriarche         | Moïse             | 2005            |
| Église orthodoxe monténégrine                      | Métropolite        | Michel (en)       | 6 janvier 1997  |
| Église orthodoxe autocéphale biélorusse            | Métropolite        | Svitaslau (Lohin) | 2008            |

| Église                                                                | Statut                                     | Nom                       | Depuis (le)       |
| --------------------------------------------------------------------- | ------------------------------------------ | ------------------------- | ----------------- |
| Église des vrais chrétiens orthodoxes de Grèce - Synode Chrysostomite | Archevêque d’Athènes et de toute la Grèce  | (vacant)                  | 19 septembre 2010 |
| Vraie Église orthodoxe de Grèce - Synode matthéiste                   | Métropolite d’Athènes et de toute la Grèce | Nicolas                   | 12 juin 2003      |
| Église des vrais chrétiens orthodoxes de Grèce - Synode Auxentiite    | Métropolite d’Athènes et de toute la Grèce | Maxime                    | 1995              |
| Église orthodoxe de Grèce - Saint-Synode en résistance                | Métropolite d’Oropos et Fili               | Cyprien d’Oreoi (intérim) | Octobre 2007      |
| Église des vrais chrétiens orthodoxes (matthéistes)                   | Archevêque d’Athènes et de toute la Grèce  | Grégoire                  | 1995              |
| Vraie Église orthodoxe de Grèce (synode d’Athanase)                   | Métropolite d’Athènes et de toute la Grèce | Athanase                  | 1996              |
| Église orthodoxe vieille-calendariste de Roumanie                     | Métropolite                                | Vlasie Mogîrzan (ro)      | 1992              |

## Églises orthodoxes orientales
Les Églises dites « orthodoxes orientales » n'ont jamais fait partie de la « Communion orthodoxe » qui admet les sept premiers Conciles, car elles n'admettent que les deux ou trois premiers Conciles. Ce sont :
| Église                          | Statut                                    | Nom                          | Depuis (le)       |
| ------------------------------- | ----------------------------------------- | ---------------------------- | ----------------- |
| Église apostolique arménienne   | Catholicos de tous les Arméniens          | Garéguine II Nersissian      | 4 novembre 1999   |
| Église apostolique arménienne   | Catholicos de la Grande Maison de Cilicie | Aram Ier                     | 28 juin 1995      |
| Église copte orthodoxe          | Pape                                      | Théodore II                  | 18 novembre 2012  |
| Église éthiopienne orthodoxe    | Patriarche                                | Mathias                      | 28 février 2013   |
| Église érythréenne orthodoxe    | Patriarche                                | (vacant)                     | 21 décembre 2015  |
| Église érythréenne orthodoxe    | Patriarche                                | Antoine Ier (en concurrence) | 1er décembre 2003 |
| Église malankare orthodoxe      | Catholicos de l’Orient                    | Baselios Marthoma Paulose II | 1er novembre 2010 |
| Église syro-malankare orthodoxe | Catholicos-Maphrien de l’Orient           | Baselios Thomas Ier          | 26 juillet 2002   |
| Église syriaque orthodoxe       | Catholicos d’Antioche et de Tout l’Orient | Ignace Ephrem II Karim       | 31 mars 2014      |
| Église malabare orthodoxe       | Métropolite de toute l’Inde               | Mar Aprem Mooken             | 17 octobre 1968   |

## Protestantes
| Église                                                                  | Statut                              | Nom                      | Depuis (le)       |
| ----------------------------------------------------------------------- | ----------------------------------- | ------------------------ | ----------------- |
| Église d’Angleterre                                                     | Chef de l’Église                    | Charles III              | 8 septembre 2022  |
| Église d’Angleterre                                                     | Archevêque de Cantorbéry            | Justin Welby             | 4 février 2013    |
| Communion Mondiale des Églises Reformées                                | Secretaire General                  | Christopher Ferguson     | 15 mai 2014       |
| Fédération mondiale luthérienne                                         | Chef de l’Église                    | Munib Younan (Palestine) | 24 juillet 2010   |
| Église évangélique luthérienne en Amérique                              | Évêque-Président                    | Mark S. Hanson           | 1er novembre 2001 |
| Église luthérienne-Synode du Missouri                                   | Président                           | Gerald B. Kieschnick     | 8 septembre 2001  |
| Synode luthérien évangélique du Wisconsin                               | Président                           | Mark Schroeder           | 2007              |
| Église de Suède                                                         | Archevêque d’Uppsala                | Anders Wejryd            | 2 septembre 2006  |
| Église évangélique-luthérienne de Finlande                              | Archevêque de Turku                 | Kari Mäkinen             | 6 juin 2010       |
| Église évangélique-luthérienne estonienne                               | Archevêque (en exil)                | Andres Taul              | 10 juin 2007      |
| Église évangélique luthérienne d'Estonie                                | Archevêque                          | Andres Põder             | 2 février 2005    |
| Église adventiste du septième jour                                      | Président de la Conférence générale | Ted N. C. Wilson         | 25 juin 2010      |
| Armée du salut                                                          | Général                             | André Cox                | 13 juin 2013      |
| Église universelle de Dieu (« Grace Communion International »)          | Pasteur général                     | Joseph Tkach, Jr.        | 1995              |
| Église néo-apostolique (ENA)                                            | Apôtre-patriarche                   | Jean-Luc Schneider       | 19 mai 2013       |
| Assemblées de Dieu                                                      | Superintendant général              | George O. Wood           | 8 octobre 2007    |
| Église unie du Christ (UCC)                                             | Ministre général et président       | Geoffrey Black           | 17 avril 2010     |
| Église du Nazaréen                                                      | General Superintendents             | Jerry D. Porter          | 1997              |
| Église du Nazaréen                                                      | General Superintendents             | J.K. Warrick             | 2005              |
| Église du Nazaréen                                                      | General Superintendents             | Eugenio Duarte           | 2009              |
| Église du Nazaréen                                                      | General Superintendents             | David W. Graves          | 2009              |
| Église du Nazaréen                                                      | General Superintendents             | David A. Busic           | 2013              |
| Église du Nazaréen                                                      | General Superintendents             | Gustavo Crocker          | 2013              |
| Église du Nazaréen                                                      | Secrétaire général                  | David P. Wilson          | 24 février 2007   |
| Conférence mennonite mondiale                                           | Secrétaire général                  | Larry Miller             | 1990              |
| Église évangélique « Pentecôte de Besançon »                            | Pasteur général                     | René Kennel              | 1977              |
| Union des assemblées protestantes en mission - Vie chrétienne en France | Pasteur général                     | Vincent Esterman         | 1988              |

## Autres Églises chrétiennes
| Église                                                         | Statut                                                              | Nom                                       | Depuis (le)      |
| -------------------------------------------------------------- | ------------------------------------------------------------------- | ----------------------------------------- | ---------------- |
| Église apostolique assyrienne de l’Orient                      | Patriarche                                                          | (vacant)                                  | 26 mars 2015     |
| Ancienne Église de l’Orient                                    | Patriarche                                                          | Mar Addai II                              | Septembre 1969   |
| Église syrienne malabare indépendante                          | Métropolite                                                         | Alathoor Panakkal Joseph Mar Koorilose IX | 27 août 1986     |
| Conseil œcuménique des Églises                                 | Secrétaire général                                                  | Olav Fykse Tveit (Norvège)                | 1er janvier 2010 |
| Témoins de Jéhovah                                             | Membres du collège central                                          |                                           |                  |
| Témoins de Jéhovah                                             | Membres du collège central                                          | John Barr                                 | 1977             |
| Témoins de Jéhovah                                             | Membres du collège central                                          | Samuel Herd                               | 1999             |
| Témoins de Jéhovah                                             | Membres du collège central                                          | Geoffrey Jackson                          | 2005             |
| Témoins de Jéhovah                                             | Membres du collège central                                          | Theodore Jaracz                           | 1974             |
| Témoins de Jéhovah                                             | Membres du collège central                                          | Steve Lett                                | 1999             |
| Témoins de Jéhovah                                             | Membres du collège central                                          | Gerrit Losch                              | 1994             |
| Témoins de Jéhovah                                             | Membres du collège central                                          | Anthony Morris                            | 2005             |
| Témoins de Jéhovah                                             | Membres du collège central                                          | Guy Pierce                                | 1999             |
| Témoins de Jéhovah                                             | Membres du collège central                                          | David Splane                              | 1999             |
| Témoins de Jéhovah                                             | Président de la Watch Tower Bible and Tract Society of Pennsylvania | Don A. Adams                              | 7 octobre 2000   |
| Science chrétienne                                             | Directeurs                                                          | Robin Hoagland                            | 2013             |
| Science chrétienne                                             | Directeurs                                                          | Michael Pabst                             | .../2013         |
| Science chrétienne                                             | Directeurs                                                          | Margaret Rogers                           | .../2013         |
| Science chrétienne                                             | Directeurs                                                          | Nathan Talbot                             | .../2013         |
| Science chrétienne                                             | Directeurs                                                          | Lyle Young                                | .../2013         |
| Église de Jésus-Christ des saints des derniers jours (mormons) | Président                                                           | Russell M. Nelson                         | 14 janvier 2018  |
| Communauté du Christ                                           | Président                                                           | Stephen M. Veazey                         | 3 juin 2005      |